# Bismarck (Dakota del Norte)
Bismarck es la capital del estado estadounidense de Dakota del Norte. Ubicada en el condado de Burleigh, cuenta con una población de 73,622 habs., según el censo de 2020, y una densidad poblacional de 758 hab/km². Se encuentra junto al río Misuri, entre los lagos Sakakawea y Oahe. 
Su nombre proviene del canciller alemán Otto von Bismarck, en un intento de atraer inmigrantes alemanes que trabajasen en las obras del ferrocarril del Pacífico Norte.

## Geografía

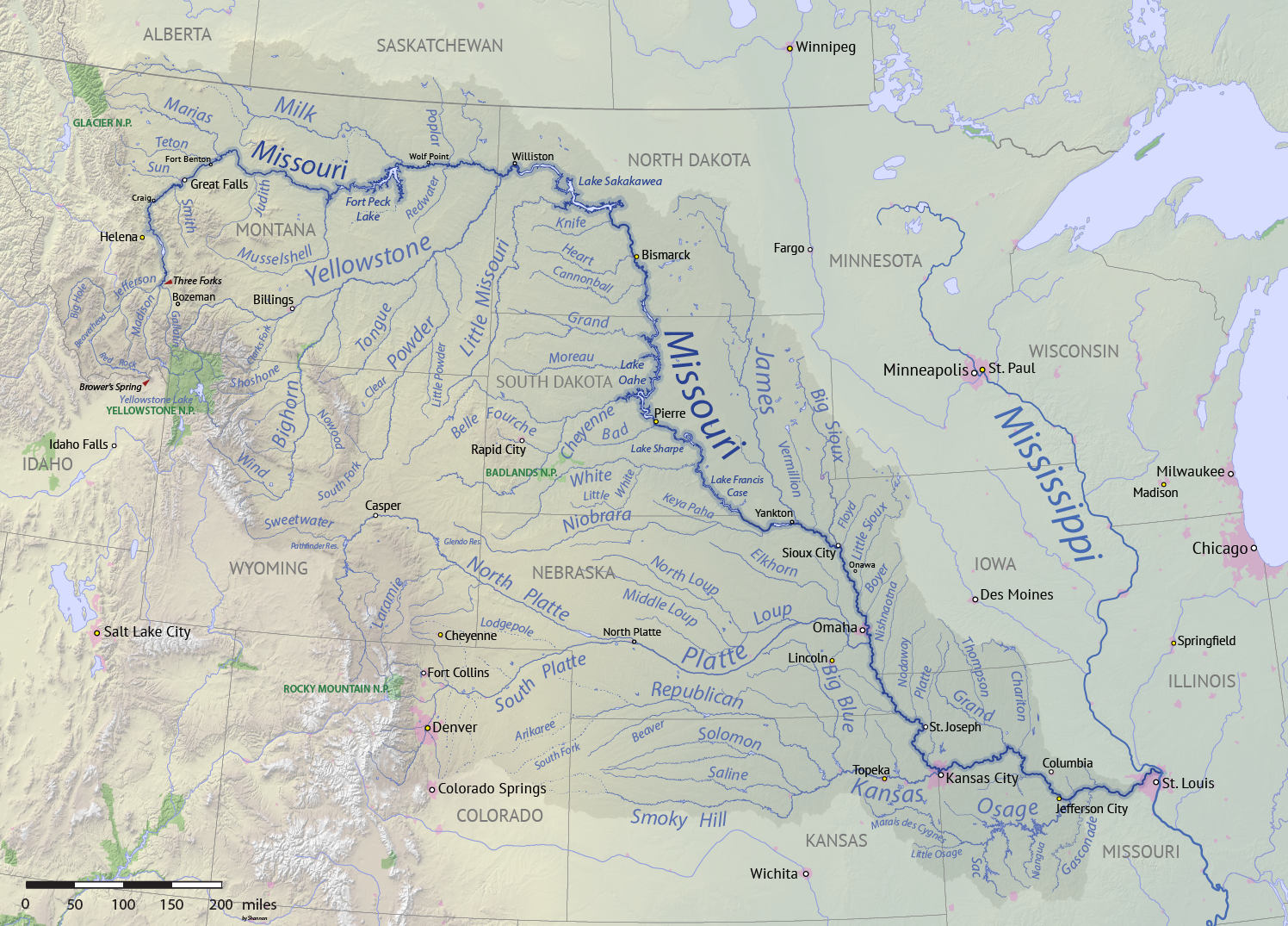
Bismark en un mapa del río Misuri

Bismarck se encuentra ubicada en las coordenadas 46°48′40″N 100°46′12″O / 46.81111, -100.77000. Según la Oficina del Censo de los Estados Unidos, Bismarck tiene una superficie total de 80.88 km², de la cual 79.89 km² corresponden a tierra firme y (1.23%) 0.99 km² es agua.

### Clima
| Parámetros climáticos promedio de Aeropuerto Municipal de Bismarck, Dakota del Norte (normales 1991–2020, extremos 1874–presente) | Parámetros climáticos promedio de Aeropuerto Municipal de Bismarck, Dakota del Norte (normales 1991–2020, extremos 1874–presente) | Parámetros climáticos promedio de Aeropuerto Municipal de Bismarck, Dakota del Norte (normales 1991–2020, extremos 1874–presente) | Parámetros climáticos promedio de Aeropuerto Municipal de Bismarck, Dakota del Norte (normales 1991–2020, extremos 1874–presente) | Parámetros climáticos promedio de Aeropuerto Municipal de Bismarck, Dakota del Norte (normales 1991–2020, extremos 1874–presente) | Parámetros climáticos promedio de Aeropuerto Municipal de Bismarck, Dakota del Norte (normales 1991–2020, extremos 1874–presente) | Parámetros climáticos promedio de Aeropuerto Municipal de Bismarck, Dakota del Norte (normales 1991–2020, extremos 1874–presente) | Parámetros climáticos promedio de Aeropuerto Municipal de Bismarck, Dakota del Norte (normales 1991–2020, extremos 1874–presente) | Parámetros climáticos promedio de Aeropuerto Municipal de Bismarck, Dakota del Norte (normales 1991–2020, extremos 1874–presente) | Parámetros climáticos promedio de Aeropuerto Municipal de Bismarck, Dakota del Norte (normales 1991–2020, extremos 1874–presente) | Parámetros climáticos promedio de Aeropuerto Municipal de Bismarck, Dakota del Norte (normales 1991–2020, extremos 1874–presente) | Parámetros climáticos promedio de Aeropuerto Municipal de Bismarck, Dakota del Norte (normales 1991–2020, extremos 1874–presente) | Parámetros climáticos promedio de Aeropuerto Municipal de Bismarck, Dakota del Norte (normales 1991–2020, extremos 1874–presente) | Parámetros climáticos promedio de Aeropuerto Municipal de Bismarck, Dakota del Norte (normales 1991–2020, extremos 1874–presente) |
| Mes | Ene. | Feb. | Mar. | Abr. | May. | Jun. | Jul. | Ago. | Sep. | Oct. | Nov. | Dic. | Anual |
| --- | --- | --- | --- | --- | --- | --- | --- | --- | --- | --- | --- | --- | --- |
| Temp. máx. abs. (°C) | 17.2 | 22.8 | 27.2 | 33.9 | 38.9 | 43.9 | 45.6 | 42.8 | 40.6 | 35 | 26.1 | 18.9 | 45.6 |
| Temp. máx. media (°C) | -4.9 | -2.3 | 5 | 13.3 | 20.2 | 25.5 | 29.3 | 28.6 | 23 | 13.9 | 4.8 | -2.4 | 12.8 |
| Temp. media (°C) | -10.7 | -8.1 | -1.1 | 6.2 | 12.9 | 18.6 | 21.8 | 20.9 | 15.4 | 7.1 | -1.2 | -7.8 | 6.2 |
| Temp. mín. media (°C) | -16.4 | -13.8 | -7.2 | -0.9 | 5.8 | 11.6 | 14.4 | 13.2 | 7.7 | 0.3 | -7.2 | -13.3 | -0.5 |
| Temp. mín. abs. (°C) | -42.8 | -42.8 | -37.8 | -24.4 | -10.6 | -1.1 | 0 | 0 | -12.2 | -23.3 | -34.4 | -41.7 | -42.8 |
| Precipitación total (mm) | 12.2 | 13.2 | 21.3 | 34 | 63.5 | 85.3 | 78 | 63.5 | 43.7 | 36.3 | 17.5 | 15.2 | 483.9 |
| Nevadas (cm) | 22.6 | 19.1 | 21.6 | 11.7 | 1 | 0 | 0 | 0 | 0 | 6.4 | 20.3 | 25.7 | 128.3 |
| Días de precipitaciones (≥ 0.2 mm)                                                                                                | 7.8 | 7.9 | 7.5 | 8.1 | 10.4 | 11.6 | 9.7 | 8.0 | 7.3 | 7.2 | 6.6 | 7.7 | 99.8 |
| Días de nevadas (≥ 0.2 cm) | 9.9 | 8.7 | 6.3 | 2.7 | 0.4 | 0.0 | 0.0 | 0.0 | 0.0 | 2.5 | 8.0 | 10.1 | 44.6 |
| Horas de sol | 149.4 | 153.5 | 222.3 | 244.3 | 296.1 | 318.1 | 354.6 | 316.2 | 245.9 | 191.7 | 122.6 | 122.9 | 2737.6 |
| Humedad relativa (%) | 71.3 | 72.4 | 69.9 | 61.8 | 60.1 | 65.0 | 61.8 | 60.6 | 63.7 | 63.8 | 72.0 | 74.5 | 66.4 |
| Fuente: NOAA (humedad y horas de sol 1961–1990)                                                                                   | | | | | | | | | | | | | |

## Historia
La ciudad fue fundada en 1872 por la expedición de Lewis y Clark con el nombre de "Missouri Crossing" (Cruzando el Misuri), ya que por este lugar cruzaron el río. Al año siguiente, se denominó con su nombre actual, en honor a Otto von Bismarck, canciller alemán. Se pretendía con esta denominación atraer a inmigrantes alemanes que trabajasen en las obras del ferrocarril del Pacífico Norte, que pasa por Bismarck. En 1874 se descubrió oro en las cercanas Colinas Negras, lo que atrajo mucha población y produjo tensiones con los nativos Lakota que vivían en la zona. En 1883, se le nombró capital del Territorio de Dakota, y en 1889, capital del nuevo estado de Dakota del Norte.

## Demografía
Según el censo de 2010, residían en Bismarck 61.272 personas. La densidad de población era de 757,57 hab./km². De los habitantes de Bismarck el 92,4% se declaraban blancos, el 0,65% afroamericanos, el 4,53% amerindios, el 0,56% asiáticos, el 0.03% isleños del Pacífico, el 0,3% de otras razas y el 1,54% pertenecientes a dos o más razas. Del total de la población el 1.33% eran hispanos o latinos de cualquier raza.

## Cultura

### Deporte
Bismarck fue la sede del equipo de baloncesto, los Dakota Wizards de la NBA Development League, y donde actualmente residen los Bismarck Bucks de la Indoor Football League de fútbol americano.